# Kateřina Militká
Kateřina Militká (1. polovina 16. století? – po roce 1572?) byla česká měšťanka a mecenáška Mladé Boleslavi. Poté, co ovdověla, se stala mimořádně štědrou podporovatelkou dobročinných aktivit a institucí v Mladé Boleslavi.

## Život
Je připomínána jako manželka zámožného mladoboleslavského měšťana Petra Militkého, zvaného Trněný, majitele soukenických dílen, nejpozději od roku 1566 pak jako vdova. Pro svou zbožnost se rozhodla věnovat rodinný majetek na dobročinné účely: roku 1566 byl z jejího popudu založen městský špitál, roku 1572 mu pak odkázala polnosti a vinice, z jejichž výnosů měl být financován.
Byla členkou a podporovatelkou evangelické Jednoty bratrské, jejíž přítomnost ve městě rovněž finančně podporovala. Roku 1566 financovala zaklenutí původně dřevěného kostela Nanebevzetí Panny Marie na zdejším Staroměstském náměstí. Před rokem 1572 pak zadala a financovala vznik tzv. Kancionálu boleslavského, knihy církevních zpěvů, zhotovenou Janem Kantorem z Nového Města Pražského a předmluvou spisovatele Sixta z Ottersdorfu. Rovněž podporovala nemajetné studentstvo.
Okolo roku 1572 sepsala svou závěť.

## Památka
Její podoba je zachycena na jedné z miniatur Jana Kantora v Boleslavském kancionálu. Zmiňuje jí mj. též spisovatelka Teréza Nováková ve svém díle o historii významných českých žen Slavín žen českých z roku 1894.
V Mladé Boleslavi po ní byla pojmenována ulice v blízkosti Staroměstského náměstí, Kateřiny Militké.